# Ikoma Masatoshi
Ikoma Masatoshi est un nom japonais traditionnel ; le nom de famille (ou le nom d'école), Ikoma, précède donc le prénom (ou le nom d'artiste).
Ikoma Masatoshi (生駒 正俊, 1586-23 juillet 1621) est un samouraï de la fin de l'époque Azuchi Momoyama et du début de l'époque d'Edo. Il est également daimyo du domaine de Takamatsu.
Masatoshi prend part au siège d'Osaka en 1614 où il commande un détachement au côté des Tokugawa.
Après sa mort, son fils Takatoshi lui succède comme chef de famille.

## Source de la traduction
- (en) Cet article est partiellement ou en totalité issu de l’article de Wikipédia en anglais intitulé « Ikoma Masatoshi » (voir la liste des auteurs).